# Aniuj (dopływ Kołymy)
Aniuj (ros. Анюй) – rzeka w azjatyckiej części Rosji, w Jakucji; prawy dopływ Kołymy; długość 8 km; długość ciągu rzecznego Mały Aniuj – Aniuj 746 km; powierzchnia dorzecza 107 000 km².
Powstaje na Nizinie Kołymskiej z połączenia rzek Mały Aniuj i Wielki Aniuj. Żeglowna, spławna; obfituje w ryby.